# 렘코 에베네풀
렘코 에베네풀(네덜란드어: Remco Evenepoel, 네덜란드어 발음: [ˈrɛmkoː ˈeːvənəpuːl], 2000년 1월 25일~)은 벨기에의 자전거 경기 선수이다. 2022년 부엘타 아 에스파냐에서 종합 우승을 차지했으며 2024년 하계 올림픽 남자 사이클 개인도로와 도로독주 종목에서 금메달을 획득했다. 그는 올림픽 개인도로와 도로독주 모두 우승한 유일한 남자 선수이다.
전직 프로 사이클 선수인 파트릭 에베네풀의 아들로 사이클 선수가 되기 전에는 축구 선수로 활동했다. 그는 RSC 안데를레흐트와 PSV 에인트호번의 청소년팀에서 뛰었으며 벨기에 청소년 국가대표팀 소속으로 활동했다. 이후 2017년에 사이클로 전향했으며 2022년 부엘타 아 에스파냐와 2022년 세계 도로 자전거 경기 선수권 대회 개인 도로 부문 우승을 차지했다. 이후 2024년에는 투르 드 프랑스에 처음 출전하여 전체 3위에 올랐고 같은 해 열린 2024 파리 올림픽에서 도로독주 부문 우승을 차지했다.